# Norwegische Akademie der Wissenschaften

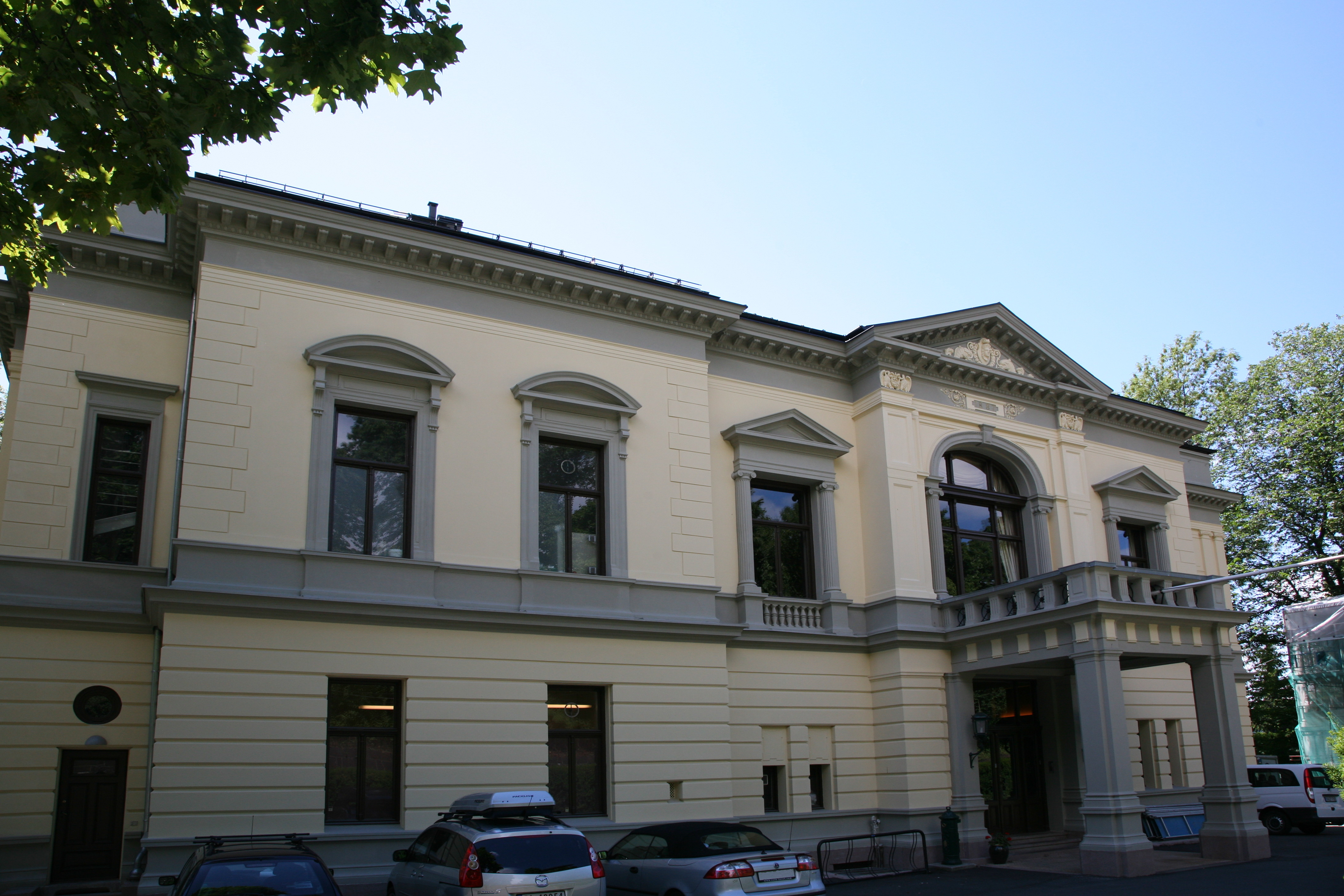
Vorder- und Straßenseite der Akademie

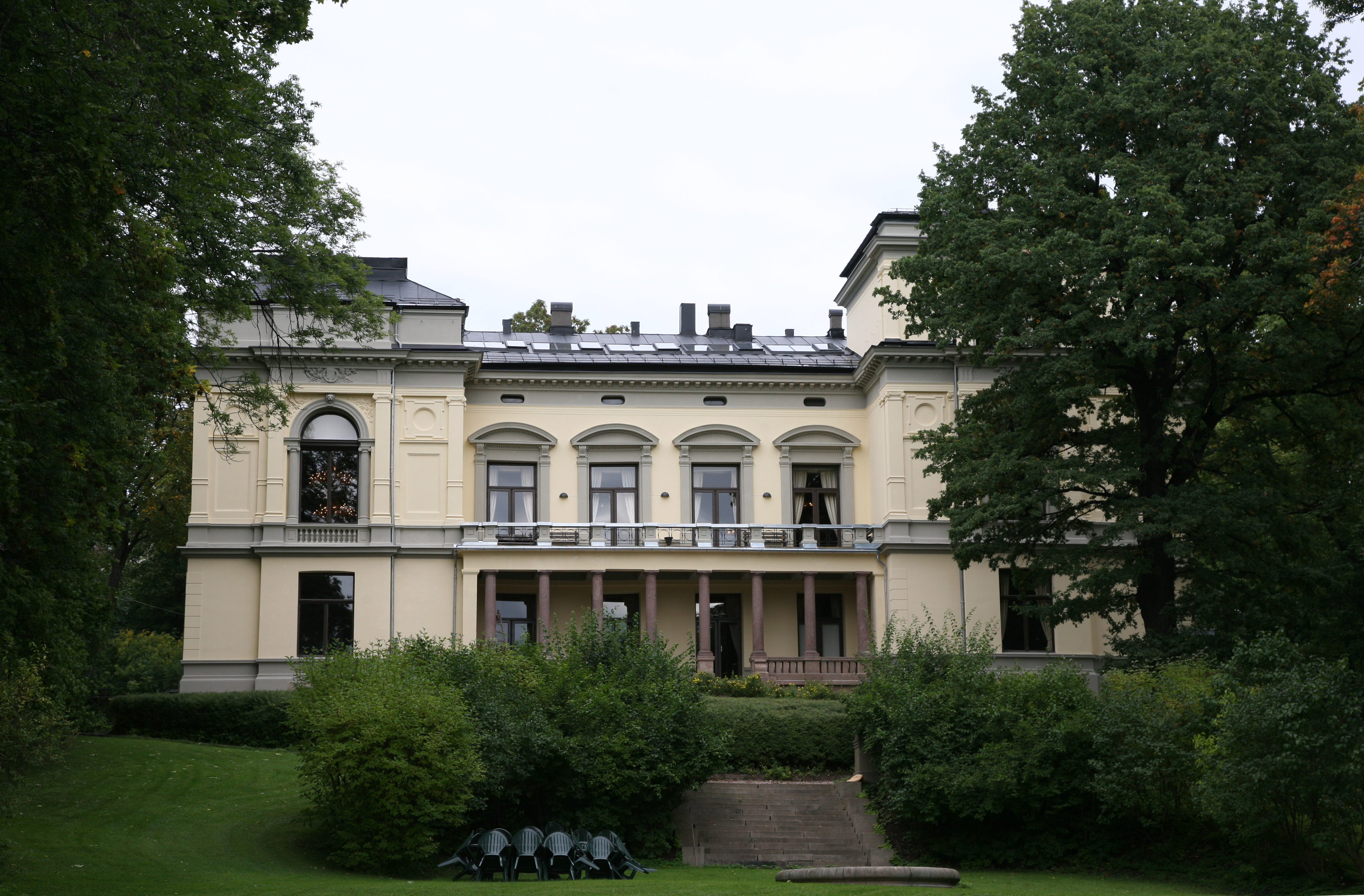
Rück- und Gartenseite

Die Norwegische Akademie der Wissenschaften, norwegisch Det Norske Videnskaps-Akademi (DNVA), wurde 1857 in Oslo unter dem Namen Videnskabsselskabet i Christiania gegründet. Ziel der Akademie ist die Förderung der Wissenschaften im Land und die Repräsentation der norwegischen Wissenschaft gegenüber ausländischen Akademien und internationalen Organisationen. Die Norwegische Akademie der Wissenschaften ist auch verantwortlich für die Verleihung des Abelpreises.
Im Jahr 2023 hat die Norwegische Akademie der Wissenschaften 542 norwegische und 414 ausländische Mitglieder. Unter diesen können 260 norwegische und 160 ausländische Mitglieder unter 70 Jahren sein. Platz für neue Mitglieder entsteht bei Tod oder Erreichen des 70. Geburtstages eines Mitgliedes. Die Akademie hat zwei Abteilungen: die mathematisch-naturwissenschaftliche und die historisch-philosophische.
Der Vorstand der Akademie wird jährlich neu gewählt. Präsidentin der Akademie für 2022 ist die Mikrobiologin Lise Øvreås.
Mitglieder aus dem deutschen Sprachraum sind u. a. Helmut Birkhan, Winfried Denk, Hans-Heinz Emons, Christel Fricke, Ekkehard Kreft, Robert Nedoma, Fritz Paul, Bernhard Schrader und Jörn Thiede.